# فرانسیس بویگ
فرانسیس بوُیگ (به فرانسوی: Francis Bouygues) (زاده ۱۹۲۲ - درگذشته ۱۹۹۳) کارآفرین، بازرگان و مدیر ارشد اجرایی فرانسوی بود که در سال ۱۹۵۲ شرکت بویگ را تأسیس نمود.